# Passiflora holtii
Passiflora holtii är en passionsblomsväxtart som beskrevs av Ellsworth Paine Killip. Passiflora holtii ingår i släktet passionsblommor, och familjen passionsblomsväxter. Inga underarter finns listade i Catalogue of Life.